# Carca
Carlos Hernán Carcacha (Ciudad Evita, Gran Buenos Aires, 27 de mayo de 1971), más conocido como Carca, es un músico argentino de rock.

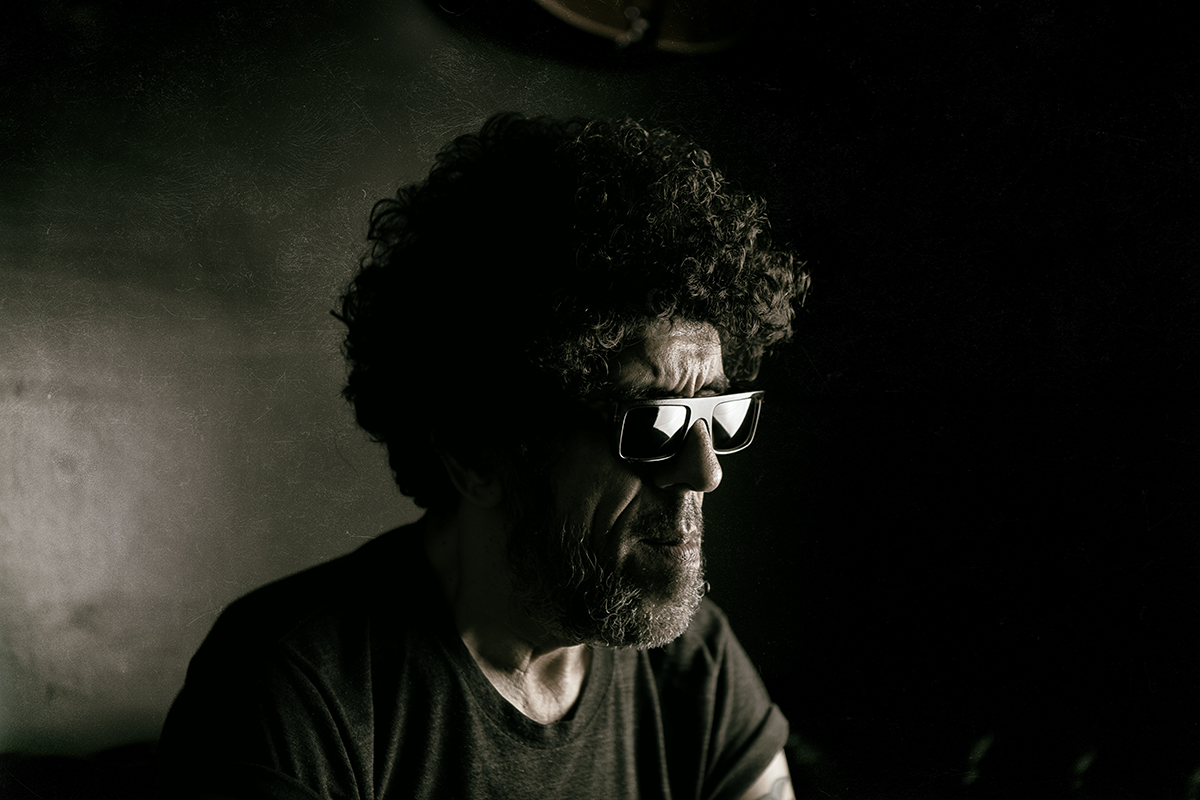
Carca. Fotografía de Fabio Borquez.

## Biografía
Su carrera musical se inició con la banda de rock alternativo, Tía Newton en 1989,  donde se encargaba de las letras, las guitarras y la programación. La banda editó tan solo un álbum split, compartido con el grupo "Avant Press", y dos temas en el compilado Ruido, un casete publicado en la revista del mismo nombre, el cual contó con la participación de Babasónicos, entre otros.
Luego de la disolución del grupo, Carca comenzó su carrera como solista en 1993. En 1994 editó su primer disco, titulado Miss Universo. El álbum contó con la participación de Daniel Melero, Sr. Flavio de Los Fabulosos Cadillacs, y Adrián Dárgelos de Babasónicos. Las canciones son más bien relajantes, y van de la música electrónica al hard rock. En 1996 publicó el disco A un Millón de Años Blues. El disco tiene un sonido más lúgubre que el anterior, con un ritmo más rápido y cercano al stoner rock. En 1998 editó Carca, en el que continuó con un aire sombrío y guitarras afiladas.
En el año 1999, Carca editó su disco que más repercusión tendría, Nena. El disco venía acompañado con otro que se llamaba Descuido, que incluía "versiones ineditables", algunas de ellas grabadas en vivo en la radio Rock & Pop. El CD tenía la particularidad de ser un álbum de versiones en vivo de sus peores tomas, en las que más errores había cometido.
En 2003 lanzó Divino. El álbum contiene canciones mucho más tranquilas, dejando mayormente de lado las guitarras distorsionadas. Este CD cuenta con la participación de Juanse de los Ratones Paranoicos en el tema "Quién lo Invitó", y de Andrés Calamaro en "Cursis". Este último tema fue compuesto por Carca, tratando de imitar el estilo de Calamaro, a modo de tributo.
A partir del fallecimiento de Gabo Manelli en 2008, Carca se comenzó a participar de manera constante en Babasónicos en calidad de bajista y músico de sesión. También colaboró en discos de Daniel Melero, Attaque 77 y Los Látigos, entre otros artistas.
En junio de 2009 lanzó Uoiea, su séptimo disco de estudio. El álbum cuenta con la participación de dos miembros de Babasónicos, Diego Uma y Diego Tuñón, como parte de su banda de apoyo en percusión y teclados, respectivamente, junto con Carola Bony en bajo y coros. Producido por Carca y Tuñón, el disco fue masterizado en Escocia por Dennis Blackham, encargado del "final cut" de los discos de Marc Bolan y T-Rex.
A fines de 2013 Carca publicó su primer compilado: Carca Registrada, retrospectiva de su carrera solista desde 1994 que incluyó 4 canciones nuevas y la presencia de artistas amigos, como sus compañeros de Babasónicos o Andrés Calamaro, entre otros. Este trabajo estuvo disponible desde el 3 de diciembre de 2013 en formato digital y unos días más tarde estuvo disponible físicamente en CD y vinilo.
En el año 2015, participó en el filme Kryptonita, dirigido por Nicanor Loreti, en el que interpretó al personaje de "Juan Raro". Carca repitió el rol en la serie de televisión basada en la película, Nafta Súper.

## Discografía
- Miss Universo (1994)
- A un Millón de Años Blues (1996)
- Carca (1998)
- Nena, disco doble incluyendo el CD de tomas descartadas Descuido (1999)
- Divino (2003)
- Uoiea (2009)
- Carcasutra (2023)

Recopilaciones con temas inéditos
- Carca Registrada (2013)

Bandas de sonido BSO
- Banda Sonora de la Película "Palmera" (2020)

Simples
- Gravamen (2023)
- Brillando en la vereda (2023)
- Mi amigo del bosque (2021)
- Pestañas postizas (2021)
- Mamá cultiva maria (2020)
- Una cancion de amor (2020)
- Silente la serpiente (2019)
- Carca (2003)

## Con Poseidotica
- Rebelión Zombie EP (2019)

## Equipamiento
Según resume el mismo Carca en una entrevista, su primera guitarra:

...Fue una "Faim Les Paul Custom". Era una recreación de la Gibson, con distorsionador incluido. En realidad cuando tenía 9 años mi abuela me regaló una (guitarra) española. A mí no me gustaba, no sonaba a Queen. Más tarde entré en un devenir de guitarras baratas, hasta que en 1987 me compré una guitarra americana "Session Riverhead", algo así… una imitación de las "Jackson". Con los años entendí por dónde pasaba la movida y tuve Fender, casi todas las Gibson, la SG, Les Paul Standard, Explorer, de 6 y 12 cuerdas...
Carca.

Equipamiento de Carca
- Efectos: Moog EP2 Expression Pedal, Moog Moogerfooger MF-104Z Analog Delay, Electro Harmonix Small Stone, Roger Mayer Axis Fuzz, Roger Mayer Octavia, Colorsound Supa Wah wah, Boss DM 2 Delay, Fender PT 100 pedal afinador, Moog Etherwave Theremin

- Guitarras: Gibson Les Paul, Gibson SG, Fender Stratocaster

- Amplificadores: Cabezales Fender Bassman y Fender Dual Showman